# コイウイルス属
コイウイルス属（コイウイルスぞく、Cyprinivirus）は、ウイルスの分類においてヘルペスウイルス目 (Herpesvirales)アロヘルペスウイルス科（Alloherpesviridae）の属である。

## 種
ボルティモア分類第1群に属する2本鎖DNAウイルスの属で、以下の4種が属する。
- ウナギヘルペスウイルス（Anguillid herpesvirus 1）
- コイヘルペスウイルス1型（Cyprinid herpesvirus 1）
- コイヘルペスウイルス2型（Cyprinid herpesvirus 2）
- コイヘルペスウイルス3型（Cyprinid herpesvirus 3、koi herpes virus）

出血性疾患を含む疾患と関連づけられている

## 構造
コイウイルス属のウイルスはエンベロープを持ち、球形から多形までの形状を持ち、T=16対称性を持つ。直径は200nm程、ゲノムは直線で分割されておらず、長さは10kb程。ゲノムは136のタンパク質をコードしている。
宿主細胞への侵入は、ウイルスエンベロープにある糖タンパク質が受容体に付着し、エンドサイトーシスで達成される。
淡水ウナギが自然宿主となる